# Pseudophichthys splendens
Pseudophichthys splendens és una espècie de peix pertanyent a la família dels còngrids i l'única del gènere Pseudophichthys.
Es troba a l'oceà Atlàntic oriental (el Marroc, les illes Açores, les illes Canàries i el golf de Guinea) i l'Atlàntic occidental (des del golf de Mèxic fins al Brasil).
És un peix marí, batidemersal i de fons fangosos que viu entre 123 i 1.647 m de fondària.
Pot arribar a fer 38,7 cm de llargària.
És inofensiu per als humans.